# Batalla de Velika Novosilka
La batalla de Velika Novosilka fue un compromiso armado desarrollado entre el 11 de noviembre de 2024 hasta el 26 de enero de 2025 entre las Fuerzas Armadas de Rusia y las Fuerzas Armadas de Ucrania por el control de la ciudad de Velika Novosilka y el área cercana en el óblast de Donetsk.
La ciudad cayó el 25 de enero de 2025 luego de que las fuerzas rusas establecieran un cerco operativo el 18 de enero de 2025, lo cual dio una ventaja significativa a los rusos dando fin a la toma de la ciudad.

## Fondo
El 12 de marzo, después de 15 días de combates, las tropas rusas capturaron la cercana ciudad de Volnovaja, situada en una carretera entre Donetsk y Mariúpol. Las tropas ucranianas se retiraron entonces a la ciudad de Velika Novosilka. Dos días después, comenzaron los combates en el asentamiento.

### Esfuerzos de captura temprana (2022)
Entre el 14 y el 16 de marzo, las fuerzas rusas lograron un progreso significativo en su ofensiva que se originó en Volnovaja, atravesando el sector oriental de la línea Velika Novosilka. Este avance incluyó la captura de varias aldeas como Volodymyrivka, Blahodatne, Mykilske, Pavlivka y Vodiane. El 16 de marzo, el Estado Mayor ucraniano confirmó que las tropas rusas habían lanzado una ofensiva sobre Velika Novosilka, informando de algunos avances. A lo largo de abril, las tropas rusas bombardearon repetidamente zonas residenciales en Velika Novosilka, intensificando el conflicto.

#### Estancamiento en la región
Tras la ofensiva inicial, se produjo un prolongado estancamiento. A mediados de mayo, el Departamento de Defensa de los Estados Unidos informó de que las fuerzas rusas cerca de Velika Novosilka parecían centradas en completar el asedio de Mariúpol en lugar de seguir atacando la aldea. A pesar de los renovados esfuerzos rusos por avanzar el 24 y el 31 de agosto, las fuerzas ucranianas lograron repeler estos ataques. En diciembre, los informes sobre la concentración de tropas rusas al sur de la aldea indicaban que se trataba de misiones de reconocimiento en lugar de una ofensiva bien preparada, lo que reflejaba sus limitadas capacidades operativas. Al mismo tiempo, los intentos de capturar la cercana ciudad de Vugledar dieron lugar a graves pérdidas rusas y a un progreso limitado, lo que contribuyó aún más al estancamiento.

### Contraofensiva ucraniana (2023)
Artículo principal: Contraofensiva ucraniana de 2023
Como parte de su contraofensiva de 2023 , el ejército ucraniano recuperó el control de los asentamientos al sur de Velika Novosilka a principios de junio de 2023. La operación recuperó varias aldeas, incluidas Blahodatne, Neskuchne, Makarivka, Rivnopil, Staromaiorske y Urozhaine.

### Segunda ofensiva rusa (2024)
El 10 de junio, los avances rusos al norte de la aldea de Staromaiorske dieron como resultado, según se informa, la captura de todo el asentamiento, con nuevos movimientos al sur de Urozhaine, corroborados por imágenes geolocalizadas.

## Batalla
La toma de Vugledar por parte del ejército ruso el 1 de octubre dio lugar a una nueva apertura del frente del sudeste de Donetsk. Vugledar funcionó como bastión ucraniano en esta sección de la línea del frente durante más de dos años. Con la caída de esta ciudad, las fuerzas rusas pudieron iniciar avances hacia Velika Novosilka, que se encuentra a unos 30 km al oeste. Una semana después, el Ministerio de Defensa ruso informó de que el pueblo de Zolota Nyva estaba bajo control ruso.
A principios de noviembre, el ejército ruso inició operaciones de asalto al oeste de Velika Novosilka alrededor de la frontera regional entre Zaporiyia y Donetsk, retomando el asentamiento de Shakhtarske el 4 de noviembre y Rivnopil el 13 de noviembre.  La semana siguiente, las fuerzas rusas intensificaron sus esfuerzos de asalto hacia Velika Novosilka desde el este. Al mismo tiempo, las fuerzas rusas también expandieron el frente hacia el noreste llegando a las afueras de Rozdolne, amenazando con cortar la carretera Velika Novosilka-Pokrovsk. Con estas maniobras de flanqueo desde el este, los grupos de asalto rusos intentan eludir las fortificaciones ucranianas, que se construyen principalmente y tienen como objetivo detener los ataques desde el sur.
El día 23 de enero del 2024 fuentes rusas afirmaron haber dividido en dos a la guarnición ucraniana en la ciudad, cercando a un grupo del ejército ucraniano. Se vieron videos de cadáveres abandonados y tropas rusas en la ciudad. Se difundieron igualmente videos del trabajo de drones rusos contra equipo pesado ucraniano en retirada. Se presume que elementos de la 110ª brigada mecanizada y otras unidades (1500 soldados aproximadamente) formen parte de la guarnición ucraniana a que quedó cercada en el calderón.     
Para el día 24 de enero las tropas rusas estaban avanzando en la parte central de la ciudad que aún no estaba cercada, pero sin vías de suministro sólidas.     
El día 25 de enero tropas rusas izaron la bandera rusa en el hospital sur de la ciudad confirmando así la derrota de las tropas cercadas. Ese mismo día el resto de la ciudad fue limpiada de la presencia de las tropas ucranianas mientras que grupos más pequeños de soldados intentaron salir de la ciudad a través del río cercano acosados por la artillería y drones kamikaze. También, a través de canales de Telegram, se señaló que como resultado de las acciones de la 5.ª Brigada Separada de Tanques de la Guardia del 36.º Ejército y de la 40.ª Brigada de Infantería de Marina de la Guardia del grupo de fuerzas Vostok, la ciudad estaba bajo control ruso. A pesar de ello, a través de imágenes entregadas por la 110.ª Brigada de Fusileros Motorizados de la Guardia se presume la presencia de reductos y restos de unidades ucranianas en el norte de la ciudad, los que estaban siendo suprimidos por la artillería. 

## Análisis
Un bloguero militar ruso afirmó que las fuerzas rusas están utilizando una nueva táctica de "carrusel" durante sus incursiones en Urozhaine. El bloguero militar afirmó que esta táctica de "carrusel" permite a los tanques rusos disparar continuamente contra las fuerzas ucranianas, tanto cuando están parados como mientras maniobran. El bloguero militar explicó además que mientras un tanque está disparando contra las fuerzas ucranianas, la tripulación de un segundo tanque se coloca detrás del primero para recargar.
Velika Novosilka se considera un punto estratégico en el Dombás debido a su ubicación en un terreno elevado cerca del óblast de Dnipropetrovsk. El asentamiento es, junto con Kurakhove, uno de los pocos bastiones restantes controlados por Ucrania en el sur del óblast de Donetsk. Por lo tanto, también funciona como un centro logístico regional para las fuerzas ucranianas.

## Bajas
Los informes sobre las bajas son difusos pues ambos lados (tanto el ruso como el ucraniano) comparten información basado en datos falsos con fines propagandísticos. Por ello es que ambos informes difieren mucho entre sí. Mientras Ucrania afirma destruir a 200 soldados rusos por día en esa zona (desde diciembre del 2024), 12 tanques, 20 vehículos blindados destruidos y 2 capturados. Por otro lado, el bando ruso afirma haber destruido a 380 soldados ucranianos (+1 capturado). También sistemas de artillería y vehículos blindados entre los cuales se listan 1 Humvee, 3 MaxxPro, 1 2S22 Bohdana, 6 2S3 Akatsiya y al menos 1 2S1 Gvozdika. 
También se citan bajas civiles (2 locales) y el 95% de la población (4500 aproximadamente) fueron desplazados. 